# Rett-Syndrom
Das Rett-Syndrom ist eine tiefgreifende Entwicklungsstörung. Ursache dafür ist eine Enzephalopathie, die einem X-chromosomal dominanten Erbgang folgt. Die X-chromosomalen Mutationen kommen zum Zeitpunkt der Zeugung sowohl bei männlichen als auch bei weiblichen Embryonen vor. Bei männlichen Embryonen führen die Mutationen jedoch durch Hemizygotie fast immer zum intrauterinen Fruchttod. Aus diesem Grund werden nahezu ausschließlich Mädchen mit Rett-Syndrom beobachtet (Gynäkotropie). Zum ersten Mal beschrieben wurde das Rett-Syndrom 1966 von dem Wiener Kinderarzt Andreas Rett (1924–1997). In Deutschland wird die Häufigkeit auf 1:15.000 bis 1:10.000 geschätzt.
Die betroffenen Kinder entwickeln sich anfangs scheinbar regelgerecht. Zwischen dem siebten Lebensmonat und dem zweiten Lebensjahr verliert das Kind aber, nach einer variablen Phase eines Entwicklungsstillstands, zumindest teilweise bereits erlernte Fähigkeiten, insbesondere das Sprechen und den Gebrauch der Hand. Der Zustand der Kinder stabilisiert sich dann wieder und das Erreichen eines normalen Alters ist möglich. Menschen mit Rett-Syndrom zeigen typischerweise Symptome von Autismus und  Störungen der Bewegungskoordination (Ataxie). Manche erkrankte Personen haben eine geistige Behinderung, viele sprechen einige Worte und können einfachen Aufforderungen folgen. Weiterhin charakteristisch für das Rett-Syndrom sind epileptische Anfälle und Handstereotypien, die den Bewegungen beim Händewaschen ähneln.
Im Diagnoseschlüssel DSM-IV sind das Rett-Syndrom, das Asperger-Syndrom und die „nicht näher bezeichnete tiefgreifende Entwicklungsstörung“ unter einer Ziffer 299.80 zusammengefasst. Im ICD-10 hat das Rett-Syndrom seine eigene Ziffer F84.2.

## Ursachen
Im Jahre 1998 wurde am Baylor College of Medicine in Houston und an der Stanford-Universität die Ursache des Rett-Syndroms lokalisiert. Ursächlich ist eine Mutation des MECP2-Gens. Man kann das Rett-Syndrom seit Oktober 1999 mittels eines schon sehr früh in der Entwicklung des Kindes einsetzbaren Gentestes diagnostizieren.
Es handelt sich in etwa 80 bis 90 % der Fälle um dominante De-novo-Mutationen des X-Chromosoms (Neumutation der Keimbahn), die vor allem in der männlichen Keimbahn entstehen und daher hauptsächlich vom Vater an die Tochter weitergegeben werden (die Söhne erhalten vom Vater das Y-Chromosom).
Das Gen MeCP2 (Methyl-CpG-Binding Protein 2) liegt in der chromosomalen Region Xq28. MeCP2 ist ein Transkriptionsfaktor, der selektiv an methylierte CpG-Inseln bindet und die Transkription verschiedener Gene reprimiert. Dadurch wird der Cholesterinstoffwechsel nachhaltig gestört.
Mutationen in diesem Gen sind auch beim Lindsay-Burn-Syndrom beteiligt.
Ein früher beginnender, schwererer Krankheitsverlauf kann auch durch einen Defekt am Gen CDKL5 (Cyclin-dependent kinase-like 5) ausgelöst werden, das in der Region Xp22 liegt. Hier tritt in den ersten drei Monaten eine schwer zu behandelnde Epilepsie auf.

## Symptome und Beschwerden
Rett entdeckte 1965 die typischen Handbewegungen (waschende Bewegungen, „washing movements“), als zwei junge Mädchen im Wartezimmer seiner Praxis auf den Schößen ihrer Mütter saßen und diese die Hände ihrer Töchter zufällig gleichzeitig losließen. Diese Handstereotypien gelten heute als das typischste Kriterium für das Rett-Syndrom. Mit der Zeit kamen weitere diagnostische Hilfskriterien hinzu. Die Österreichische Rettsyndrom Gesellschaft (ÖRSG) stellt auf ihrer Homepage die folgenden, wichtigsten Kriterien davon vor.
Hauptkriterien sind:
- Auf eine anfänglich normale Entwicklung des Kindes folgen zwischen dem 6. und dem 18. Monat zuerst ein Stillstand und dann eine deutliche Regression. Erworbene Fähigkeiten werden wieder verlernt, der normale Gebrauch der Hände geht verloren.
- Normaler Kopfumfang bei der Geburt. Verlangsamung des Schädelwachstums zwischen dem 5. Monat und dem 4. Lebensjahr.
- Die sprachliche Entwicklung tritt verzögert auf oder bleibt in einem frühen Stadium stecken. Oft fehlt die Sprache völlig.
- Stereotypien der Hände: waschende Bewegungen in Brusthöhe oder im Niveau des Mundes. Rhythmische Bewegungen des Oberkörpers.
- Hochgradige kognitive Behinderung, die tatsächliche Intelligenz ist nur schwer zu erfassen.
- Unsicherer, breitbeiniger Gang. Oft entwickelt sich die Fähigkeit, ohne Hilfe zu gehen, überhaupt nicht.
- Verdachtsdiagnose bis zu einem Alter von 2 bis 5 Jahren.

Zusätzlich werden eine Reihe von Hilfskriterien für das Rett-Syndrom aufgeführt, die manchmal auftreten, zur Diagnose aber nicht unbedingt notwendig sind:
- Unregelmäßigkeiten bei der Atmung
- EEG-Auffälligkeiten mit Verlangsamung der Hintergrundaktivität, epileptiformen Mustern und Reduktion des REM-Schlafes (der Traumphase)
- epileptische Anfälle (bei etwa 8 von 10 betroffenen Menschen)
- schlechte Durchblutung der Extremitäten
- Zähneknirschen
- Skoliose
- verzögertes Wachstum
- erhöhter Muskeltonus (Muskelhypertonie) vor allem bei älteren Menschen mit Rett-Syndrom
- Schlafstörungen

### Krankheitsstadien
Hagberg und Witt-Engerström haben eine allgemeine Einteilung der Entwicklung von Menschen mit Rett-Syndrom erstellt, die weltweit anerkannt ist und sich in vier Stadien unterteilt. Die Angaben zu Zeitpunkt und Dauer der jeweiligen Phase werden in verschiedene Quellen äußerst unterschiedlich angegeben und stellen damit nur einen Richtwert dar.
- 1. Stadium: Stadium der Stagnation (6.–18. Lebensmonat)

In diesem Stadium verlangsamt sich die motorische Entwicklung und es kann zu einem Stillstand kommen. Die zuvor in der Entwicklung gemachten Fortschritte und das Erlernen von neuen Dingen stellen sich später und langsamer ein. Mit der Zeit nehmen die Aufmerksamkeit und Aktivität der Kinder ab. Das Kleinkind ist an dargebotenen Spielsachen desinteressiert, der Blickkontakt ist ebenfalls geringer als bei gleichaltrigen Babys. Die Zunahme des Kopfumfanges bleibt im Vergleich zur Normalentwicklung etwas zurück. Diese Phase kann einige Monate dauern.
- 2. Stadium: Phase der Regression (beginnt zwischen dem 1. und 3. Lebensjahr)

Charakteristisch ist eine allgemeine Regression der Entwicklung. Bereits erworbene Fähigkeiten (z. B. funktioneller Gebrauch der Hände, Sprache) gehen in dieser Phase verloren. Außerdem tauchen die typischen Handbewegungen  (waschende, wringende und klatschende Bewegungen) auf. Der Rückschritt kann plötzlich und dramatisch einsetzen oder auch verzögert. Die betroffenen Kinder sind sozial und emotional in sich zurückgezogen, isoliert, können wenig Kontakt zu ihrer Umwelt aufnehmen und verfallen zudem in plötzlich auftretende Schreiphasen. Durch Beschreibungen der Kinder seitens ihrer Eltern nimmt man an, dass die Mädchen in diesem Stadium die Fähigkeit verlieren, Situationen als Ganzes zu erfassen, Reize in Beziehung zueinander zu setzen. Lindberg spricht in diesem Zusammenhang von Störungen der sensorischen Perzeption und Integration. „Die Signale aus ihrem eigenen Körper und von der Außenwelt scheinen sie zu überwältigen und zu verwirren, anstatt ihnen sinnvolle Informationen zu übermitteln.“ Diese Störung führt(e) teilweise zu der Fehldiagnose eines frühkindlichen Autismus. In dieser Phase kommt es außerdem zum Auftreten der ersten zerebralen Krampfanfälle (abnormes EEG). Die Dauer des 2. Stadiums wird durch mehrere Wochen und Monate beschrieben.
- 3. Stadium: Plateauphase (2.–10. Lebensjahr)

Nach der Phase rascher Regression durchlaufen Mädchen mit Rett-Syndrom nun eine Phase der relativen Ruhe. Es kommt zu einer Verminderung der autistischen Züge, ihr Verhalten verbessert sich durch eine geringere Reizbarkeit und sie weinen weniger. Sie beginnen sich wieder für ihre Umwelt zu interessieren, wobei Phasen der Aufmerksamkeit mit Phasen des „In-sich-zurückgezogen-Seins“ abwechseln. Die Fähigkeit zu kommunizieren verbessert sich. Daneben bleiben die schon bekannten Symptome wie Zähneknirschen, Handstereotypien und epileptische Anfälle erhalten. Zusätzlich kommt es verstärkt zu Apraxie (neurologische Unfähigkeit zur Ausführung erlernter zweckmäßiger Bewegungen oder Handlungen, trotz erhaltener Wahrnehmungs- und Bewegungsfähigkeit) und Ataxie (neurologische Störung der Bewegungsabläufe, diese sind ungewöhnlich ruckartig). (→ Entwicklung) Anfälle treten in dieser Phase häufig auf und die Handstereotypien nehmen zu. Grobmotorische Fähigkeiten bleiben weitestgehend erhalten und verschlechtern sich nur langsam. Deutlich zeigt sich auch das unsicherere Gangbild.
- 4. Stadium: Phase der motorischen Verschlechterung (ca. ab dem 10. Lebensjahr)

In diesem Stadium öffnet sich das Kontaktverhalten noch weiter. Die Häufigkeit der Anfälle nimmt ab und die betroffenen Menschen mit Rett-Syndrom zeigen kognitive Fortschritte. „Die Grobmotorik verschlechtert sich zusehends und Schwäche, Abmagerung, Skoliose und Spastizität zwingen die meisten Mädchen zur Immobilität und in den Rollstuhl.“

### Kognition und Sprache
- Die intensivsten Kommunikationsmöglichkeiten sind zweifelsohne der Blick und die Mimik.
- Nach Einschätzungen von Eltern und Sonderpädagogen sind Mädchen mit Rett-Syndrom als hochgradig kognitiv behindert einzustufen. Dobslaff räumt jedoch ein, dass es sehr schwierig ist, den genauen kognitiven Entwicklungsstand bei ihnen festzustellen.[7]
- Lindberg geht davon aus, dass Mädchen mit Rett-Syndrom verschiedene Objekte klassifizieren können. Die Fähigkeit, zu ordnen und zu klassifizieren, ist für die Informationsaufnahme, -analyse und -verarbeitung, die sensorische Integration, von besonderer Bedeutung.[8]
- Dobslaff gelangt zu der Ansicht, dass die Mädchen mit Rett-Syndrom nur ihnen geläufige Dinge und Sachen in bekannten Situationen klassifizieren können. So werden beispielsweise Tassen und Teller richtig auseinandersortiert.
- Die Mädchen erkennen auch persönlichen Besitz und differenzieren zwischen ihm und dem anderer Kinder, allerdings sind sie überfordert, wenn sie unterschiedliche Arten von Spielzeug klassifizieren müssen.
- Mädchen mit Rett-Syndrom haben ein Problem bei der Übertragung gewonnener Erfahrungen auf neue Bedingungen.
- Die Mädchen können sich kaum Handlungsvollzüge merken, wenn sie zu schnell demonstriert oder zu selten wiederholt werden.
- Dobslaff vertritt die Annahme, dass komplexe ‚Wenn-dann-Relationen’ nicht erfasst werden können, was nachhaltig zu Frustrationen bei den Mädchen und Frauen führen kann und eventuell auch ihr scheinbar häufiges Desinteresse erklärt.[9]
- Verschiedene Autoren können die Objektpermanenz und ein ausgeprägtes Symbolverständnis bestätigen. Menschen mit Rett-Syndrom wissen um die Repräsentanz eines Bildes von einem Gegenstand und können Dinge/Sachverhalte zumeist im Original und Abbild erkennen. Zudem ist es ihnen möglich, Bilder inhaltlich zu interpretieren und assoziieren.
- Zumeist verfügen die Mädchen und Frauen nicht (mehr) über Lautsprache (expressive Sprache). Im Gegensatz dazu ist ihr Sprachverständnis (rezeptive Sprache) relativ komplex.
- Je nach Stadium des Rett-Syndroms und individuellen Fähigkeiten ist kommunikatives Verhalten nur schwer zu erkennen. Oft hat es den Anschein, dass die Mädchen nicht in der Lage sind, Kontakt aufzunehmen und zu kommunizieren, zumindest besteht kein Zweifel, dass eine schwerwiegende Kommunikationsbeeinträchtigung vorliegt.[10] Außerdem werden sie durch ihre motorischen Beeinträchtigungen und ihre Apraxien in ihren kommunikativen Fähigkeiten gehemmt.[11]
- Verschiedene Hilfsmittel wie Symboltafeln oder Tablets können einen gewissen Grad der Kommunikation ermöglichen. Dies kann bei eingeschränkter Bewegungsfähigkeit der Hände auch durch das Fixieren von Symbolen mit dem Blick geschehen.[12]

## Folgen und Komplikationen
Das Rett-Syndrom führt zu einer lebenslangen, schweren körperlichen und geistigen Behinderung. Kinder mit Rett-Syndrom sind dauerhaft auf die Hilfe und Unterstützung durch andere angewiesen. Die epileptischen Anfälle können zu Stürzen und zu Verletzungen führen. Die motorischen Schwierigkeiten, der unsichere Gang, die erhöhte Muskelspannung und die Skoliose führen zu Einschränkungen der Beweglichkeit und zur Immobilität. Die mangelhafte Sprachentwicklung erschwert die Verständigung mit der Umgebung. Diese (und weitere Symptome) machen ein selbständiges und unabhängiges Leben unmöglich.

## Differentialdiagnose
Differentialdiagnostisch sind u. a. das Kleefstra-Syndrom und das Snyder-Robinson-Syndrom abzugrenzen.

## Behandlung
Es gibt bisher keine Therapie, die das Rett-Syndrom heilt. Dennoch gibt es einige unterstützende Therapien, die einige Bereiche bzw. Teilgebiete der Mehrfachbehinderung günstig beeinflussen können. Nicht jede der im Folgenden vorgestellten Therapien ist für jedes Kind mit diesem Syndrom geeignet; hier spielen eine Beachtung der Familiensituation sowie eine fachgerechte Beratung eine wesentliche Rolle. Es ist jedoch sinnvoll, einzelne Therapien zu kombinieren, jedoch ohne das Kind überzutherapieren.
- Physiotherapie

Diese Form der Hilfe wird für viele Patientinnen das gesamte Leben eine Rolle spielen. Hier können z. B. Hilfestellungen beim Krabbeln, Gehen, Aufrichten in den Stand, Hinsetzen und Aufstehen oder aber auch zur Vermeidung von Frakturen gegeben werden. Oberste Maxime ist hierbei die Aufrechterhaltung der Mobilität. Dazu sind je nach Kind verschiedene Hilfsmittel nötig.
- Hippotherapie

Etwa ein Viertel der Patientinnen nutzt diese Form als Gleichgewichtstraining. Sie können ihre motorische Unsicherheit vermindern und ihre Haltung, Koordination und Gleichgewicht verbessern. Weiterhin verringern sich die stereotypen Handbewegungen, da die Patientinnen ihre Hände in sinnvoller Weise einsetzen müssen, um das Gleichgewicht auf dem Pferderücken zu wahren. Die Therapie entspannt die Kinder und verbessert ihre Aufmerksamkeit, sie gibt ihnen außerdem emotionale Befriedigung und Freude darüber, „etwas zu können“.
- Ergotherapie

Es geht hierbei um eine Verringerung der Abhängigkeit im Alltag, eine Verbesserung der Selbstständigkeit beim Essen und Anziehen und eine Verbesserung der grob- und feinmotorischen Funktionen.
- Weitere relevante Therapien
  - Hydrotherapie
  - Ketogene Diät
  - Logopädie – wichtig bei Problemen mit dem Essen und Trinken
  - Musiktherapie
  - Petö
  - Unterstützte Kommunikation

## Filme
- Menschen hautnah: Meine wunderbare Schwester, Dokumentarfilm über Marion, die Schwester von Leslie Malton, in der ARD Mediathek aus der Reihe Menschen hautnah